# ルカ・ロホシヴィリ
ルカ・ロホシヴィリ (Luka Lochoshvili グルジア語: ლუკა ლოჩოშვილი, 1998年5月29日 - ) は、ジョージア・トビリシ出身のプロサッカー選手。セリエA・USクレモネーゼ所属。ポジションはDF

## クラブ経歴
2014年に地元のFCディナモ・トビリシのユースチームに入団。2016年にトップチームに昇格。同年シーズンは5試合に出場。2017年にFCディナモ・キーウに移籍するも、トップチーム出場はならず、古巣のディナモ・トビリシやMŠKジリナなどでプレー。
2020年8月24日、ヴォルフスベルガーACと2年契約を締結。加入1年目の2020-21シーズンに22試合に出場すると、翌2021-22シーズンも29試合1ゴールを記録するなど、チームの中心選手に定着。
2022年8月10日、USクレモネーゼへの移籍が発表された。

## 代表歴
2014年から6年間にわたり、ユース世代のジョージア代表でプレーし、2021年9月にフル代表初招集。6日の2022 FIFAワールドカップ・ヨーロッパ予選のスペイン戦で先発で起用され、代表デビューを果たした。

## エピソード
- ヴォルフスベルガーに在籍中に、対戦相手のゲオルク・タイグルが衝突して意識を失って舌を飲み込んだ際、タイグルの気道の確保に決定的な役割を果たした。この行動によってタイグルは意識を取り戻して一命を取り留めた。この迅速な救命措置が評価され、ロホシヴィリは2022年のFIFAフェアプレー賞を受賞した[4]。

## タイトル
個人
- FIFAフェアプレー賞2022